# Деревний мадагаскарський удав
Деревний мадагаскарський удав (Sanzinia madagascariensis) — єдиний представник роду деревних мадагаскарських удавів родини Удавові. Має 2 підвиди.

## Опис
Загальна довжина коливається від 1,5 до 2,5 м. Зовні нагадує удавів роду Corallus. Голова широка, кремезна. Безліч витягнутих вертикально верхньогубних щитків відокремлені один від одного глибокими жолобками.
Забарвлення дуже складне, відрізняється у різних географічних популяціях. Основний тон може бути зеленуватим, коричневим, червоним або жовтим. На спині присутній малюнок з великих темних ромбоподібних плям, часто зі світлими плямами у центрі або зі світлою окантовкою. У більшості популяцій забарвлення змінюється від яскраво-червоної у молодих пітонів до темнішої у дорослих особин.

## Спосіб життя
Полюбляє сухі і вологі ліси, зустрічається у саванних ландшафтах. Молоді пітони ведуть деревний спосіб життя, дорослі тримаються переважно на землі, хоча протягом дня вони можуть грітися на сонечку й відпочивати, забираючись вище. Харчується дрібними ссавцями і птахами.
Це яйцеживородна змія. Самиця народжує до 12 дитинчат.

## Розповсюдження
Це ендемік о.Мадагаскару.

## Підвиди
- Sanzinia madagascariensis madagascariensis
- Sanzinia madagascariensis volontany